# Баранская (деревня)
Баранская — деревня в Тарногском районе Вологодской области.
Входит в состав Верховского сельского поселения, с точки зрения административно-территориального деления — в Верховский сельсовет.
Расстояние по автодороге до районного центра Тарногского Городка — 47 км, до центра муниципального образования Верховского Погоста — 5,5 км. Ближайшие населённые пункты — Доронинская, Цибунинская, Наумовская, Патракеевская, Великая, Игнатовская.
По переписи 2002 года население — 28 человек (12 мужчин, 16 женщин). Всё население — русские.